# Wladimir Wassiljewitsch Schelesnjakow

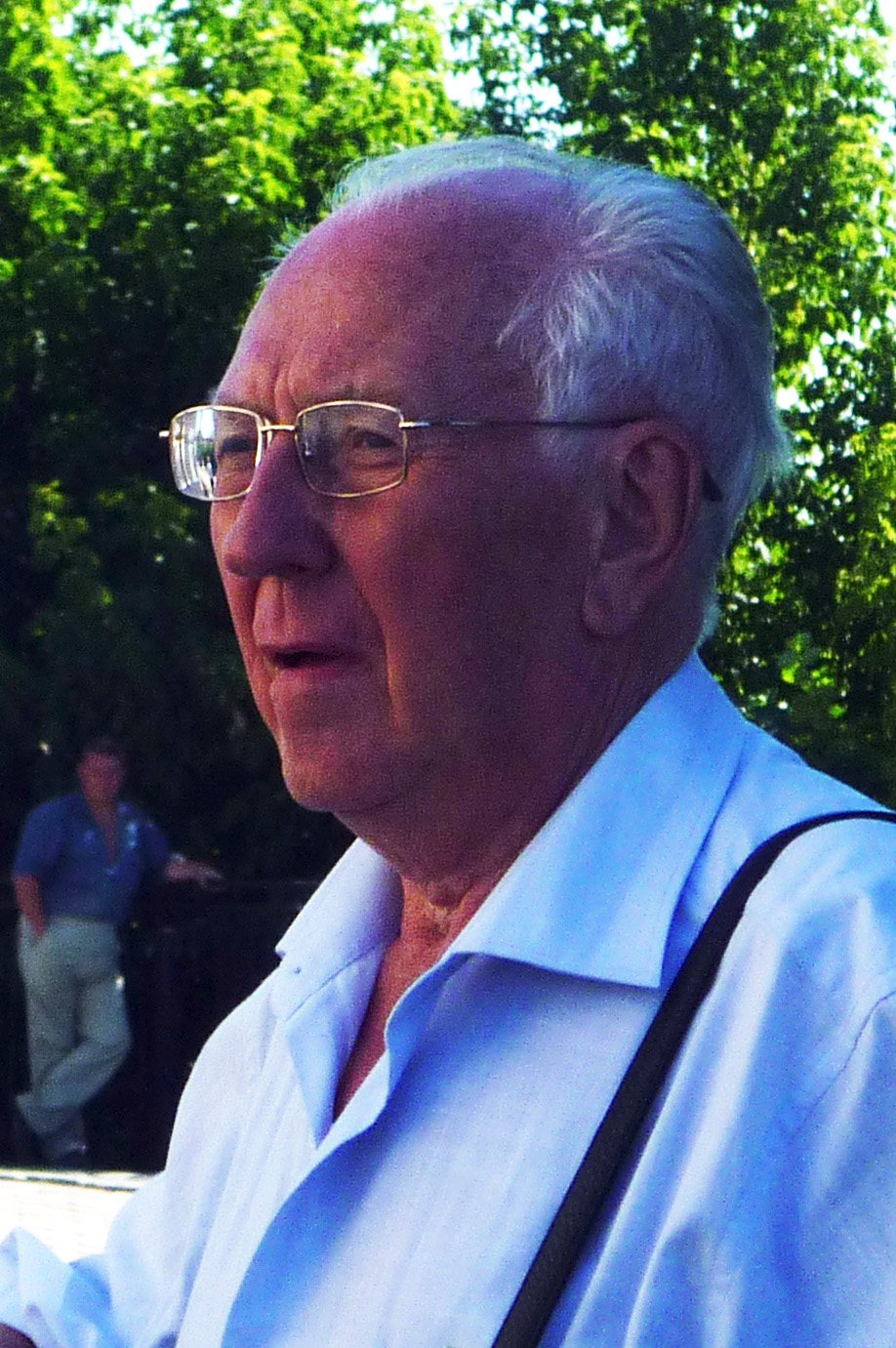
Wladimir Wassiljewitsch Schelesnjakow

Wladimir Wassiljewitsch Schelesnjakow (russisch Владимир Васильевич Железняков; * 28. Januar 1931 in Nischni Nowgorod; † 30. Dezember 2022) war ein russischer Astrophysiker und Hochschullehrer.

## Leben
Schelesnjakow studierte an der Fakultät für Strahlenphysik der Staatlichen Universität Gorki mit Abschluss 1954, worauf die dreijährigen Aspirantur bei Witali Lasarewitsch Ginsburg folgte.
Ab 1957 arbeitete Schelesnjakow im 1956 gegründeten Gorkier Forschungsinstitut für Strahlenphysik (NIRFI) als wissenschaftlicher Mitarbeiter und dann als Abteilungsleiter. 1959  verteidigte er seine Kandidat-Dissertation über eine Theorie der sporadischen Strahlungsemission der Sonne und der Planeten. 1964 verteidigte er seine Doktor-Dissertation über die Strahlungsemission der Sonne und der Planeten, die als Monografie erschien.
1977 wechselte Schelesnjakow in das 1976 gegründete Gorkier Institut für Angewandte Physik (IPF) der Akademie der Wissenschaften der UdSSR (AN-SSSR, seit 1991 Russische Akademie der Wissenschaften (RAN)) und leitete die Abteilung für Astrophysik und Physik des kosmischen Plasmas. Er lieferte wichtige Beiträge zum Verständnis der Generation und Ausbreitung elektromagnetischer Wellen in kosmischen Plasmen. Arbeitsschwerpunkte waren die Theorie der sporadischen Radiowellenstrahlung der Sonne, die Licht- und Röntgenstrahlungen der Pulsare und die Untersuchung der physikalischen Prozesse im Plasma der magnetischen Weißen Zwerge und Neutronensterne. Auch lieferte er Beiträge zur Höchstleistungselektronik, zur Theorie der Spontanen Emission, zur Optik der Flüssigkristalle und zu nichtlinearen Phänomenen im Magnetfeld im Vakuum.
Ab 1966 lehrte Schelesnjakow als Professor an der Staatlichen Universität Gorki bzw. Nischni Nowgorod. Er hielt Gastvorlesungen an der University of Maryland, College Park (1989), an der Universität Nagoya (1990), an der Universität Utrecht (1991), am brasilianischen Instituto de Aeronaútica e Espaço (1995) und am Goddard Space Flight Center (1999).
1987 wurde Schelesnjakow Korrespondierendes Mitglied der AN-SSSR und 1997 Wirkliches Mitglied der RAN. Er ist seit 1991 Mitglied der Internationalen Astronomischen Union und arbeitet in der Kommission für Radioastronomie mit. Er war Mitglied des russischen Programmkomitees für das Gammastrahlen-Observatorium der Europäischen Weltraumorganisation (ESA). Ab 2009 war er Mitglied des Präsidiums des Wissenschaftszentrums Nischni Nowgorod der RAN. Sein h-Index ist 29.
Er starb am 30. Dezember 2022 im Alter von 91 Jahren.

## Ehrungen, Preise
- Belopolski-Preis für Astrophysik der AN-SSSR (1984)
- Soros-Professor (1994–1995)
- Beihilfen der Regierung der Russischen Föderation für hervorragende Wissenschaftler (1994–2000)
- Beihilfe der Stiftung zur Förderung der russischen Wissenschaft für hervorragende Wissenschaftler (2006–2007)
- Hauptpreis für Physik des Verlags MAIK Nauka (2006)
- Beihilfe des Präsidenten Russlands zur Förderung von Wissenschaftsschulen (1997–2008)